# Septembre 1981

## Événements
- guerre Iran-Irak : l’Iran lance une série d’offensives pour libérer son territoire. Au prix de pertes considérables, il parvient à reprendre les positions occupées par l’ennemi.
- Septembre - octobre : le congrès du syndicat Solidarité exige des élections libres et retentit de propos parfois antisoviétique.

- 1er septembre : David Dacko démissionne de la présidence de la république Centrafricaine. Il est remplacé par un comité militaire présidé par le général André Kolingba.

- 3 septembre (Égypte) : à la suite des affrontements de juin, Sadate ordonne une vaste opération de police et d’arrestations. 3 000 opposants de tout bord sont emprisonnés. Le patriarche copte est placé en résidence surveillée dans un monastère. L’organisation islamiste qotbiste ; al-Jihad, décide de préparer un attentat contre le chef de l’État, suivi d’un soulèvement populaire.

- 4 septembre : 
  - Assassinat au Liban de l’ambassadeur de France, Louis Delamarre.
  - Portugal : le Premier ministre conservateur Francisco Pinto Balsemão forme un nouveau gouvernement.

- 8 septembre : en Haute-Volta (actuel Burkina Faso), le capitaine Thomas Sankara est nommé secrétaire d’État à l’Information.

- 10 septembre : 
  - Moscou exige que Varsovie prenne des mesures contre les manifestations anti-soviétiques en Pologne.
  - Le tableau Guernica de Pablo Picasso regagne Madrid après 40 ans au musée de New York[1].

- 13 septembre (Formule 1) : Grand Prix automobile d'Italie.

- 17 septembre : discours de Robert Badinter sur la peine de mort en France[2].

- 19 septembre :
  - naufrage du Sobral Santos II au Brésil, entrainant la mort de plus de 300 personnes. C'est l'une des pires tragédies fluviales de l'histoire du fleuve Amazone[3].
  - The Concert in Central Park par Simon and Garfunkel, un des plus grands concerts.

- 21 septembre : indépendance de Belize.

- 27 septembre (Formule 1) : Grand Prix automobile du Canada.

## Naissances
- 4 septembre : Beyoncé Knowles, auteure, compositrice, chanteuse, productrice et actrice américaine.
- 7 septembre : Vladimir Kara-Mourza, homme politique russe.
- 10 septembre : Steven Wallis, Youtubeur canadien.
- 12 septembre : Cheick Sidibé, boxeur français.
- 14 septembre :
  - Earl Barron, basketteur américain.
  - Cody Clark, joueur américain de baseball.
  - Yang Dong-geun, joueur sud-coréen de basket-ball.
  - Agnieszka Drotkiewicz, écrivaine et chroniqueuse polonaise.
  - Sarah Dawn Finer, actrice et auteure-compositrice-interprète suédoise.
  - Martin Gould, joueur de snooker anglais.
  - Matthias Menz, skieur allemand spécialiste du combiné nordique.
  - Miyavi (Takamasa Ishihara / 石原貴雅 dit), chanteur et guitariste japonais.
  - Tom Owens, coureur de fond écossais.
  - Praxis Rabemananjara, footballeur malgache.
  - Stefan Reisinger, footballeur allemand.
  - Ashley Roberts, chanteuse et danseuse américaine, membre du groupe The Pussycat Dolls.
  - Mario Rodríguez, footballeur international guatémaltèque.
  - Jade Starr, actrice pornographique américaine.
  - Mohamed Tajouri (محمد التاجوري), handballeur tunisien.
- 16 septembre : Fan Bingbing, actrice et chanteuse chinoise.
- 18 septembre : Camille Combal, un animateur de radio et télévision français.
- 20 septembre : 
  - Oreidis Despaigne, judoka cubain.
  - Samuel Launay, véliplanchiste français.
  - Feliciano López, joueur de tennis espagnol.
- 22 septembre : Serdar Berdimoukhamedov, homme politique turkmène.
- 23 septembre : Robert Doornbos, pilote automobile néerlandais de Formule 1.
- 24 septembre : Drew Gooden, basketteur américain.
- 25 septembre : 
  - Van Hansis, acteur américain.
  - Aamer Sarfraz, homme d'affaires et homme politique anglo-pakistanais.
- 26 septembre :
  - Christina Milian, chanteuse et actrice américaine.
  - Serena Williams, joueuse de tennis américaine.
- 27 septembre : Cytherea, actrice de charme américaine.
- 28 septembre : Charly B, musicien français.

## Décès
- 1er septembre : Albert Speer, architecte et ministre de l’Allemagne nazie (° 19 mars 1905).
- 4 septembre : Louis Delamare, ambassadeur de France, assassiné au Liban.
- 7 septembre : Félix Rousseau, historien belge d’expression française et militant wallon (° 14 janvier 1887).
- 9 septembre : Jacques Lacan, psychanalyste français (° 1901).
- 29 septembre : Bill Shankly, entraîneur du Liverpool FC.